# Denis Mariette
Denis Mariette (* 4. September 1666 in Paris; † 17. September 1741 ebenda) war ein französischer Buchdrucker, Verleger und Buchhändler.

## Leben und Werk

### Familie
Denis (auch: Dyonisius) Mariette war Mitglied einer Pariser Familie von Buchdruckern und Buch- und Kupferstichhändlern. Dazu gehörten sein Großvater Pierre I Mariette (1603–1657), sein Vater Pierre II Mariette (1634–1716), sein Halbbruder Pierre-Joseph Mariette (1656–1729), sein Halbbruder Jean Mariette (1660–1742) und dessen Sohn Pierre-Jean Mariette (1694–1774). Durch seine Mutter, zweite Frau von Pierre II Mariette, war Denis Mariette der Enkel des berühmten Buchhändlers Siméon Piget († 1668).

### Der Verleger
Denis Mariette absolvierte eine Lehre bei Frédéric Léonard (1624–1711), dem Verleger der Prämonstratenser, Dominikaner und Zisterzienser. Dann war er Geselle bei Denis II Thierry († 1711). 1693 bestand er die Meisterprüfung und war ab 1695 selbständiger Drucker und Verleger. Er nannte sich „einziger Buchhändler des Zisterzienserordens“ (seul libraire de l’ordre de Cîteaux) und druckte die Charte de Charité (ohne Jahr), das Rituel françois pour les religieuses de l’Ordre de Cisteaux (1715), das Breviarium Cisterciense (1717, 1727), ferner Psalmen, die Werke von Augustinus, Claude Lancelot, Jean Polinier (1646–1727), Antoine Leget (1658–1728), Julien Loriot (1633–1715), sowie eine Ausgabe des Lexikons von Louis Moréri.